# Trezor
Trezor é um telefilme de 2018 dirigido por Péter Bergendy e estrelado por Zsolt Anger, Péter Scherer e Bence Tasnádi.

## Enredo
A polícia contrata um ladrão de banco condenado para quebrar o cofre do Ministério do Interior durante os últimos dias da Revolução Húngara de 1956. Mas o que eles encontram por dentro é bem diferente do que eles estavam esperando.

## Elenco
- Zsolt Anger	...	Beck János
- Péter Scherer	...	Honti Kálmán
- Bence Tasnádi	...	Iványi Géza
- József Varga	...	Danyilov százados
- Gabriella Hámori	...	Beck felesége
- Ákos Köszegi	...	Kassai fegyõr
- Ferenc Elek	...	Honti társa
- Zoltán Zicherman	...	Orosz közlegény 1.
- Igor Szasz	...	Orosz tiszt
- Kiss Gábor	...	Bankigazgató
- Takács Zalán	...	Segédtiszt
- Dávid Gellér	...	Münich titkára
- Attila Hammel	...	Sofõr
- Sándor Csók	...	Magyar Tiszt

## Prêmios e indicações
Norbert Köbli venceu o prêmio de melhor roteiro no Parma International Music Film Festival de 2019 na Itália. Trezor ganhou oito Hungarian Film Awards, incluindo melhor filme de TV, melhor roteiro e melhor ator. O filme ainda foi indicado pela Academia Internacional das Artes e Ciências Televisivas ao Emmy Internacional 2019 na categoria de melhor telefilme ou minissérie. Estas são as primeiras indicações húngaras na história do Prêmio Emmy Internacional.